# Dziedauka (przystanek kolejowy)
Dziedauka (biał. Дзедаўка, ros. Дедовка) – przystanek kolejowy w miejscowości Dziedauka, w rejonie żytkowickim, w obwodzie homelskim, na Białorusi. Leży na linii Homel - Łuniniec - Żabinka.
Przed II wojną światową w okolicy Dziedauki istniała mijanka.